# Geteu
Geteu era o termo frequentemente usado em referência ao habitante da cidade filisteia de Gate. O gigante Golias, derrotado pelo pastor de ovelhas, que depois se tornaria o rei Davi de Israel, era geteu. Geteus, inclusive Itai (chamado de "estrangeiro" e "exilado" do seu lugar), continuaram fielmente com Davi durante a sua fuga, por ocasião da rebelião de Absalão.
O termo "geteu", é também aplicado a Obede-Edom, em cujo lar ficou temporariamente a arca do pacto. Alguns peritos acreditam que ele também era da Gate filisteia. No entanto, parece mais provável que Obede-Edom era levita, e talvez fosse chamado de geteu por ser da cidade levita de Gate-Rimom.